# Protokół sterowania transmisją
Protokół sterowania transmisją, protokół kontroli transmisji, TCP (od ang. Transmission Control Protocol) – połączeniowy, niezawodny, strumieniowy protokół komunikacyjny stosowany do przesyłania danych między procesami uruchomionymi na różnych maszynach, będący częścią szeroko wykorzystywanego obecnie stosu TCP/IP (korzysta z usług protokołu IP do wysyłania i odbierania danych oraz ich fragmentacji wtedy, gdy jest to konieczne ), jego numer porządkowy to 6. Protokół sterowania transmisją operuje w warstwie transportowej modelu OSI. Opracowano go na podstawie badań Vintona Cerfa oraz Roberta Kahna . Został opisany w dokumencie RFC 793 ↓.

## Charakterystyka protokołu
TCP jest protokołem działającym w trybie klient–serwer. Serwer oczekuje na nawiązanie połączenia na określonym porcie. Klient inicjuje połączenie do serwera.
W przeciwieństwie do UDP, TCP gwarantuje wyższym warstwom komunikacyjnym dostarczenie wszystkich pakietów w całości, z zachowaniem kolejności i bez duplikatów. Zapewnia to wiarygodne połączenie kosztem większego narzutu w postaci nagłówka i większej liczby przesyłanych pakietów. Chociaż protokół definiuje pakiet TCP, z punktu widzenia wyższej warstwy oprogramowania dane płynące połączeniem TCP należy traktować jako ciąg oktetów. W szczególności, jednemu wywołaniu funkcji interfejsu programowania aplikacji (np. send()) nie musi odpowiadać wysłanie jednego pakietu. Dane z jednego wywołania mogą zostać podzielone na kilka pakietów lub odwrotnie – dane z kilku wywołań mogą zostać połączone i wysłane jako jeden pakiet (dzięki użyciu algorytmu Nagle'a). Również funkcje odbierające dane (recv()) w praktyce odbierają nie konkretne pakiety, ale zawartość bufora stosu TCP/IP, wypełnianego sukcesywnie danymi z przychodzących pakietów.

### Nawiązywanie połączenia

three-way handshake

W protokole sterowania transmisją do nawiązania połączenia między dwoma hostami stosowana jest procedura nazwana three-way handshake. W sytuacji normalnej jest rozpoczynana, gdy host A chce nawiązać połączenie z hostem B. Wygląda ona następująco :
- Host A wysyła do hosta B segment SYN wraz z informacją o dolnej wartości numerów sekwencyjnych używanych do numerowania segmentów wysyłanych przez host A (np. 100), a następnie przechodzi w stan SYN-SENT.
- Host B, po otrzymaniu segmentu SYN, przechodzi w stan SYN-RECEIVED i, jeżeli również chce nawiązać połączenie, wysyła hostowi A segment SYN z informacją o dolnej wartości numerów sekwencyjnych używanych do numerowania segmentów wysyłanych przez host B (np. 300) oraz segment ACK z polem numeru sekwencji ustawionym na wartość o jeden większą niż wartość pola sekwencji pierwszego segmentu SYN hosta A, czyli 101.
- Host A po odebraniu segmentów SYN i ACK od hosta B przechodzi w stan ESTABLISHED i wysyła do niego segment ACK potwierdzający odebranie segmentu SYN (numer sekwencji ustawiony na 301).
- Host B odbiera segment ACK i przechodzi w stan ESTABLISHED.
- Host A może teraz rozpocząć przesyłanie danych.

Jeśli host odbierający połączenie nie chce lub nie może odebrać połączenia, powinien odpowiedzieć pakietem z ustawioną flagą RST (reset).

### Transmisja danych
W celu weryfikacji wysyłki i odbioru TCP używa sum kontrolnych i sekwencyjnych numerów pakietów. Odbiorca potwierdza otrzymanie pakietów o określonych numerach sekwencyjnych, ustawiając flagę ACK. Brakujące pakiety są retransmitowane. Host odbierający pakiety TCP defragmentuje je i porządkuje je według numerów sekwencyjnych tak, by przekazać wyższym warstwom modelu OSI pełny złożony segment.

### Zakończenie połączenia
Prawidłowe zakończenie połączenia może być zainicjowane przez dowolną stronę. Polega ono na wysłaniu pakietu z ustawioną flagą FIN (finished). Pakiet taki wymaga potwierdzenia flagą ACK. Najczęściej po otrzymaniu pakietu z flagą FIN, druga strona również kończy komunikację, wysyłając pakiet z flagami FIN i ACK. Pakiet taki również wymaga potwierdzenia przez przesłanie ACK.
Dopuszcza się również awaryjne przerwanie połączenia poprzez przesłanie pakietu z flagą RST (reset). Pakiet taki nie wymaga potwierdzenia.

### Stany połączenia
Połączenie TCP może znajdować się w jednym z następujących stanów:
LISTENGotowość do przyjęcia połączenia na określonym porcie przez serwer.
SYN-SENTPierwsza faza nawiązywania połączenia przez klienta. Wysłano pakiet z flagą SYN. Oczekiwanie na pakiet SYN+ACK.
SYN-RECEIVEDOtrzymano pakiet SYN, wysłano SYN+ACK. Trwa oczekiwanie na ACK. Połączenie jest w połowie otwarte (ang. half-open).
ESTABLISHEDPołączenie zostało prawidłowo nawiązane. Prawdopodobnie trwa transmisja.
FIN-WAIT-1Wysłano pakiet FIN. Dane wciąż mogą być odbierane, ale wysyłanie jest już niemożliwe.
FIN-WAIT-2Otrzymano potwierdzenie własnego pakietu FIN. Oczekuje na przesłanie FIN od serwera.
CLOSE-WAITOtrzymano pakiet FIN, wysłano ACK. Oczekiwanie na przesłanie własnego pakietu FIN (gdy aplikacja skończy nadawanie).
CLOSINGPołączenie jest zamykane.
LAST-ACKOtrzymano i wysłano FIN. Trwa oczekiwanie na ostatni pakiet ACK.
TIME-WAITOczekiwanie w celu upewnienia się, że druga strona otrzymała potwierdzenie rozłączenia. Zgodnie z RFC 793 ↓ połączenie może być w stanie TIME-WAIT najdłużej przez 4 minuty.
CLOSEDPołączenie jest zamknięte.

### Segment TCP
| Offset | Oktet   | 0                                                                     | 0                                                                     | 0                                                                     | 0                                                                     | 0                                                                     | 0                                                                     | 0                                                                     | 0                                                                     | 1                                                                     | 1                                                                     | 1                                                                     | 1                                                                     | 1                                                                     | 1                                                                     | 1                                                                     | 1                                                                     | 2                                                                     | 2                                                                     | 2                                                                     | 2                                                                     | 2                                                                     | 2                                                                     | 2                                                                     | 2                                                                     | 3                                                                     | 3                                                                     | 3                                                                     | 3                                                                     | 3                                                                     | 3                                                                     | 3                                                                     | 3                                                                     |
| Oktet  | Bit     | 0                                                                     | 1                                                                     | 2                                                                     | 3                                                                     | 4                                                                     | 5                                                                     | 6                                                                     | 7                                                                     | 8                                                                     | 9                                                                     | 10                                                                    | 11                                                                    | 12                                                                    | 13                                                                    | 14                                                                    | 15                                                                    | 16                                                                    | 17                                                                    | 18                                                                    | 19                                                                    | 20                                                                    | 21                                                                    | 22                                                                    | 23                                                                    | 24                                                                    | 25                                                                    | 26                                                                    | 27                                                                    | 28                                                                    | 29                                                                    | 30                                                                    | 31                                                                    |
| ------ | ------- | --------------------------------------------------------------------- | --------------------------------------------------------------------- | --------------------------------------------------------------------- | --------------------------------------------------------------------- | --------------------------------------------------------------------- | --------------------------------------------------------------------- | --------------------------------------------------------------------- | --------------------------------------------------------------------- | --------------------------------------------------------------------- | --------------------------------------------------------------------- | --------------------------------------------------------------------- | --------------------------------------------------------------------- | --------------------------------------------------------------------- | --------------------------------------------------------------------- | --------------------------------------------------------------------- | --------------------------------------------------------------------- | --------------------------------------------------------------------- | --------------------------------------------------------------------- | --------------------------------------------------------------------- | --------------------------------------------------------------------- | --------------------------------------------------------------------- | --------------------------------------------------------------------- | --------------------------------------------------------------------- | --------------------------------------------------------------------- | --------------------------------------------------------------------- | --------------------------------------------------------------------- | --------------------------------------------------------------------- | --------------------------------------------------------------------- | --------------------------------------------------------------------- | --------------------------------------------------------------------- | --------------------------------------------------------------------- | --------------------------------------------------------------------- |
| 0      | 0       | Port nadawcy                                                          | Port nadawcy                                                          | Port nadawcy                                                          | Port nadawcy                                                          | Port nadawcy                                                          | Port nadawcy                                                          | Port nadawcy                                                          | Port nadawcy                                                          | Port nadawcy                                                          | Port nadawcy                                                          | Port nadawcy                                                          | Port nadawcy                                                          | Port nadawcy                                                          | Port nadawcy                                                          | Port nadawcy                                                          | Port nadawcy                                                          | Port odbiorcy                                                         | Port odbiorcy                                                         | Port odbiorcy                                                         | Port odbiorcy                                                         | Port odbiorcy                                                         | Port odbiorcy                                                         | Port odbiorcy                                                         | Port odbiorcy                                                         | Port odbiorcy                                                         | Port odbiorcy                                                         | Port odbiorcy                                                         | Port odbiorcy                                                         | Port odbiorcy                                                         | Port odbiorcy                                                         | Port odbiorcy                                                         | Port odbiorcy                                                         |
| 4      | 32      | Numer sekwencyjny                                                     | Numer sekwencyjny                                                     | Numer sekwencyjny                                                     | Numer sekwencyjny                                                     | Numer sekwencyjny                                                     | Numer sekwencyjny                                                     | Numer sekwencyjny                                                     | Numer sekwencyjny                                                     | Numer sekwencyjny                                                     | Numer sekwencyjny                                                     | Numer sekwencyjny                                                     | Numer sekwencyjny                                                     | Numer sekwencyjny                                                     | Numer sekwencyjny                                                     | Numer sekwencyjny                                                     | Numer sekwencyjny                                                     | Numer sekwencyjny                                                     | Numer sekwencyjny                                                     | Numer sekwencyjny                                                     | Numer sekwencyjny                                                     | Numer sekwencyjny                                                     | Numer sekwencyjny                                                     | Numer sekwencyjny                                                     | Numer sekwencyjny                                                     | Numer sekwencyjny                                                     | Numer sekwencyjny                                                     | Numer sekwencyjny                                                     | Numer sekwencyjny                                                     | Numer sekwencyjny                                                     | Numer sekwencyjny                                                     | Numer sekwencyjny                                                     | Numer sekwencyjny                                                     |
| 8      | 64      | Numer potwierdzenia (jeżeli flaga ACK jest ustawiona)                 | Numer potwierdzenia (jeżeli flaga ACK jest ustawiona)                 | Numer potwierdzenia (jeżeli flaga ACK jest ustawiona)                 | Numer potwierdzenia (jeżeli flaga ACK jest ustawiona)                 | Numer potwierdzenia (jeżeli flaga ACK jest ustawiona)                 | Numer potwierdzenia (jeżeli flaga ACK jest ustawiona)                 | Numer potwierdzenia (jeżeli flaga ACK jest ustawiona)                 | Numer potwierdzenia (jeżeli flaga ACK jest ustawiona)                 | Numer potwierdzenia (jeżeli flaga ACK jest ustawiona)                 | Numer potwierdzenia (jeżeli flaga ACK jest ustawiona)                 | Numer potwierdzenia (jeżeli flaga ACK jest ustawiona)                 | Numer potwierdzenia (jeżeli flaga ACK jest ustawiona)                 | Numer potwierdzenia (jeżeli flaga ACK jest ustawiona)                 | Numer potwierdzenia (jeżeli flaga ACK jest ustawiona)                 | Numer potwierdzenia (jeżeli flaga ACK jest ustawiona)                 | Numer potwierdzenia (jeżeli flaga ACK jest ustawiona)                 | Numer potwierdzenia (jeżeli flaga ACK jest ustawiona)                 | Numer potwierdzenia (jeżeli flaga ACK jest ustawiona)                 | Numer potwierdzenia (jeżeli flaga ACK jest ustawiona)                 | Numer potwierdzenia (jeżeli flaga ACK jest ustawiona)                 | Numer potwierdzenia (jeżeli flaga ACK jest ustawiona)                 | Numer potwierdzenia (jeżeli flaga ACK jest ustawiona)                 | Numer potwierdzenia (jeżeli flaga ACK jest ustawiona)                 | Numer potwierdzenia (jeżeli flaga ACK jest ustawiona)                 | Numer potwierdzenia (jeżeli flaga ACK jest ustawiona)                 | Numer potwierdzenia (jeżeli flaga ACK jest ustawiona)                 | Numer potwierdzenia (jeżeli flaga ACK jest ustawiona)                 | Numer potwierdzenia (jeżeli flaga ACK jest ustawiona)                 | Numer potwierdzenia (jeżeli flaga ACK jest ustawiona)                 | Numer potwierdzenia (jeżeli flaga ACK jest ustawiona)                 | Numer potwierdzenia (jeżeli flaga ACK jest ustawiona)                 | Numer potwierdzenia (jeżeli flaga ACK jest ustawiona)                 |
| 12     | 96      | Długość nagłówka                                                      | Długość nagłówka                                                      | Długość nagłówka                                                      | Długość nagłówka                                                      | Zarezerwowane                                                         | Zarezerwowane                                                         | Zarezerwowane                                                         | N S                                                                   | C W R                                                                 | E C E                                                                 | U R G                                                                 | A C K                                                                 | P S H                                                                 | R S T                                                                 | S Y N                                                                 | F I N                                                                 | Szerokość okna                                                        | Szerokość okna                                                        | Szerokość okna                                                        | Szerokość okna                                                        | Szerokość okna                                                        | Szerokość okna                                                        | Szerokość okna                                                        | Szerokość okna                                                        | Szerokość okna                                                        | Szerokość okna                                                        | Szerokość okna                                                        | Szerokość okna                                                        | Szerokość okna                                                        | Szerokość okna                                                        | Szerokość okna                                                        | Szerokość okna                                                        |
| 16     | 128     | Suma kontrolna                                                        | Suma kontrolna                                                        | Suma kontrolna                                                        | Suma kontrolna                                                        | Suma kontrolna                                                        | Suma kontrolna                                                        | Suma kontrolna                                                        | Suma kontrolna                                                        | Suma kontrolna                                                        | Suma kontrolna                                                        | Suma kontrolna                                                        | Suma kontrolna                                                        | Suma kontrolna                                                        | Suma kontrolna                                                        | Suma kontrolna                                                        | Suma kontrolna                                                        | Wskaźnik priorytetu (jeżeli flaga URG jest ustawiona)                 | Wskaźnik priorytetu (jeżeli flaga URG jest ustawiona)                 | Wskaźnik priorytetu (jeżeli flaga URG jest ustawiona)                 | Wskaźnik priorytetu (jeżeli flaga URG jest ustawiona)                 | Wskaźnik priorytetu (jeżeli flaga URG jest ustawiona)                 | Wskaźnik priorytetu (jeżeli flaga URG jest ustawiona)                 | Wskaźnik priorytetu (jeżeli flaga URG jest ustawiona)                 | Wskaźnik priorytetu (jeżeli flaga URG jest ustawiona)                 | Wskaźnik priorytetu (jeżeli flaga URG jest ustawiona)                 | Wskaźnik priorytetu (jeżeli flaga URG jest ustawiona)                 | Wskaźnik priorytetu (jeżeli flaga URG jest ustawiona)                 | Wskaźnik priorytetu (jeżeli flaga URG jest ustawiona)                 | Wskaźnik priorytetu (jeżeli flaga URG jest ustawiona)                 | Wskaźnik priorytetu (jeżeli flaga URG jest ustawiona)                 | Wskaźnik priorytetu (jeżeli flaga URG jest ustawiona)                 | Wskaźnik priorytetu (jeżeli flaga URG jest ustawiona)                 |
| 20 ... | 160 ... | Opcje (jeżeli długość nagłówka > 5, to pole jest uzupełniane „0”) ... | Opcje (jeżeli długość nagłówka > 5, to pole jest uzupełniane „0”) ... | Opcje (jeżeli długość nagłówka > 5, to pole jest uzupełniane „0”) ... | Opcje (jeżeli długość nagłówka > 5, to pole jest uzupełniane „0”) ... | Opcje (jeżeli długość nagłówka > 5, to pole jest uzupełniane „0”) ... | Opcje (jeżeli długość nagłówka > 5, to pole jest uzupełniane „0”) ... | Opcje (jeżeli długość nagłówka > 5, to pole jest uzupełniane „0”) ... | Opcje (jeżeli długość nagłówka > 5, to pole jest uzupełniane „0”) ... | Opcje (jeżeli długość nagłówka > 5, to pole jest uzupełniane „0”) ... | Opcje (jeżeli długość nagłówka > 5, to pole jest uzupełniane „0”) ... | Opcje (jeżeli długość nagłówka > 5, to pole jest uzupełniane „0”) ... | Opcje (jeżeli długość nagłówka > 5, to pole jest uzupełniane „0”) ... | Opcje (jeżeli długość nagłówka > 5, to pole jest uzupełniane „0”) ... | Opcje (jeżeli długość nagłówka > 5, to pole jest uzupełniane „0”) ... | Opcje (jeżeli długość nagłówka > 5, to pole jest uzupełniane „0”) ... | Opcje (jeżeli długość nagłówka > 5, to pole jest uzupełniane „0”) ... | Opcje (jeżeli długość nagłówka > 5, to pole jest uzupełniane „0”) ... | Opcje (jeżeli długość nagłówka > 5, to pole jest uzupełniane „0”) ... | Opcje (jeżeli długość nagłówka > 5, to pole jest uzupełniane „0”) ... | Opcje (jeżeli długość nagłówka > 5, to pole jest uzupełniane „0”) ... | Opcje (jeżeli długość nagłówka > 5, to pole jest uzupełniane „0”) ... | Opcje (jeżeli długość nagłówka > 5, to pole jest uzupełniane „0”) ... | Opcje (jeżeli długość nagłówka > 5, to pole jest uzupełniane „0”) ... | Opcje (jeżeli długość nagłówka > 5, to pole jest uzupełniane „0”) ... | Opcje (jeżeli długość nagłówka > 5, to pole jest uzupełniane „0”) ... | Opcje (jeżeli długość nagłówka > 5, to pole jest uzupełniane „0”) ... | Opcje (jeżeli długość nagłówka > 5, to pole jest uzupełniane „0”) ... | Opcje (jeżeli długość nagłówka > 5, to pole jest uzupełniane „0”) ... | Opcje (jeżeli długość nagłówka > 5, to pole jest uzupełniane „0”) ... | Opcje (jeżeli długość nagłówka > 5, to pole jest uzupełniane „0”) ... | Opcje (jeżeli długość nagłówka > 5, to pole jest uzupełniane „0”) ... | Opcje (jeżeli długość nagłówka > 5, to pole jest uzupełniane „0”) ... |

Port nadawcy – 16-bitowy numer identyfikujący port nadawcy.
Port odbiorcy – 16-bitowy numer identyfikujący port odbiorcy.
Numer sekwencyjny – 32-bitowy identyfikator określający miejsce pakietu danych w pliku przed fragmentacją (dzięki niemu, można „poskładać” plik z poszczególnych pakietów).
Numer potwierdzenia – 32-bitowy numer będący potwierdzeniem otrzymania pakietu przez odbiorcę, co pozwala na synchronizację nadawanie-potwierdzenie.
Długość nagłówka – 4-bitowa liczba, która oznacza liczbę 32-bitowych wierszy nagłówka, co jest niezbędne przy określaniu miejsca rozpoczęcia danych. Dlatego też nagłówek może mieć tylko taką długość, która jest wielokrotnością 32 bitów.
Zarezerwowane – 3-bitowy ciąg zer, zarezerwowany dla ewentualnego przyszłego użytku.
Flagi – 9-bitowa informacja/polecenie dotyczące bieżącego pakietu. Poszczególne flagi oznaczają:
- NS – (ang. Nonce Sum) jednobitowa suma wartości flag ECN (ECN Echo, Congestion Window Reduced, Nonce Sum) weryfikująca ich integralność
- CWR – (ang. Congestion Window Reduced) flaga potwierdzająca odebranie powiadomienia przez nadawcę, umożliwia odbiorcy zaprzestanie wysyłania echa.
- ECE – (ang. ECN-Echo) flaga ustawiana przez odbiorcę w momencie otrzymania pakietu z ustawioną flagą CE
- URG – informuje o istotności pola „Priorytet”
- ACK – informuje o istotności pola „Numer potwierdzenia”
- PSH – wymusza przesłanie pakietu
- RST – resetuje połączenie (wymagane ponowne uzgodnienie sekwencji)
- SYN – synchronizuje kolejne numery sekwencyjne
- FIN – oznacza zakończenie przekazu danych

Szerokość okna – 16-bitowa informacja o tym, ile danych może aktualnie przyjąć odbiorca. Wartość 0 wskazuje na oczekiwanie na segment z innym numerem tego pola. Jest to mechanizm zabezpieczający komputer odbiorcy przed zbyt dużym napływem danych.
Suma kontrolna – 16-bitowa liczba, będąca wynikiem działań na bitach całego pakietu, pozwalająca na sprawdzenie tego pakietu pod względem poprawności danych. Obliczana jest z całego nagłówka TCP z wyzerowanymi polami sumy kontrolnej oraz ostatnich ośmiu pól nagłówka IP stanowiących adresy nadawcy i odbiorcy pakietu.
Wskaźnik priorytetu – 16 bitów, jeżeli flaga URG jest włączona, informuje o ważności pakietu.
Opcje – czyli ewentualne dodatkowe informacje i polecenia:
- 0 – koniec listy opcji
- 1 – brak działania
- 2 – ustawia maksymalna długość segmentu

W przypadku opcji 2 to tzw. Uzupełnienie, które dopełnia zerami długość segmentu do wielokrotności 32 bitów (patrz: informacja o polu „Długość nagłówka”)

## Zastosowania
Aplikacje, w których zalety protokołu sterowania transmisją przeważają nad wadami (większy koszt związany z utrzymaniem sesji TCP przez stos sieciowy), to między innymi programy używające protokołów warstwy aplikacji: HTTP, SSH, FTP czy SMTP/POP3 i IMAP4.